# Das sogenannte Böse
Das sogenannte Böse ist ein populärwissenschaftliches Buch des Verhaltensforschers Konrad Lorenz aus dem Jahr 1963. Er behandelt darin den Ursprung der Aggression (des sogenannten Bösen), die er im Vorwort als „auf den Artgenossen gerichteten Kampftrieb von Tier und Mensch“ definiert, und den Umgang damit. Das Buch, in dem Lorenz seine Erkenntnisse überwiegend in anekdotischer Form entwickelte und viele Bezüge zur Dichtung herausstellte, fand starke Verbreitung. Lorenz’ Deutung des sogenannten Aggressionstriebs der Tiere und des Menschen stieß in der Ethologie, in der Psychologie und anderen Wissenschaften auf viel Widerspruch. Einige seiner Versuche, über die er in dem Buch berichtet, wurden später von Wolfgang Wickler überprüft und erwiesen sich als nicht reproduzierbar.

## Entstehung
Der Entschluss, dieses Buch zu schreiben, entstand nach Lorenz’ Angaben während einer Amerikareise, wo er vor Psychiatern, Psychoanalytikern und Psychologen Vorlesungen über vergleichende Verhaltensforschung und Verhaltensphysiologie hielt. Dort traf er auf Psychoanalytiker, die die Lehren Freuds nicht als unumstößliche Dogmen ansahen, sondern als Arbeitshypothesen. Dabei habe er in Bezug auf Freud erkannt: „Diskussionen seiner Trieblehre ergaben unerwartete Übereinstimmungen zwischen den Ergebnissen der Psychoanalyse und der Verhaltensphysiologie.“ Hierzu gehörten u. a. gemeinsame Auffassungen über den von Freud beschriebenen Todestrieb und den von Lorenz im Rahmen seiner Instinkttheorie vermuteten Aggressionstrieb des Menschen. Damit stand er erstmals konträr zu Josef Rattner, der meinte, „… daß Destruktivität und Feindseligkeit im menschlichen Verhalten durchaus auf erzieherische und kulturelle Deformation bezogen werden müssen.“

## Inhalt
Das Buch beginnt mit der Schilderung von Beobachtungen typischer Formen aggressiven Verhaltens. Dabei dienen die Revierkämpfe der Korallenfische, die als moral-ähnlich gedeuteten Instinkte und Hemmungen sozialer Tiere, das Ehe- und Gesellschaftsleben der Nachtreiher, die Massenkämpfe der Wanderratten „und viele andere merkwürdige Verhaltensweisen der Tiere“ als Grundlage „zum Verständnis der tieferen Zusammenhänge“. Durch Anwendung der induktiven Methode sollen demnach – vom voraussetzungslosen Betrachten der Einzelfälle zur Abstraktion voran schreitend – die Gesetzlichkeiten, der alle Tiere gehorchen, erschlossen werden.

### Prolog im Meer
Im ersten Kapitel gibt Konrad Lorenz seine Eindrücke und Beobachtungen der Flora und Fauna, des durch Aquarienbeobachtungen inspirierten Tauchgangs zu den Korallenriffen von Florida, an der Küste von Lignumvitae Key, der Lebensbauminsel, wider. Er destillierte daraus, dass nur die bunten „plakat“farbigen Fische ortsansässig sind, nur sie verteidigten ein Revier gegenüber ihresgleichen angriffslustig.

### Fortsetzung im Laboratorium
Im zweiten Kapitel geht der Autor auf die seit Jahrmillionen andauernde natürliche Zuchtwahl oder auch Selektion ein, „wenn durch eine kleine, an sich zufällige Erbänderung ein Organ ein klein wenig besser und leistungsfähiger ausfällt, so wird der Träger dieses Merkmals sammt seinen Nachkommen für alle nicht gleicherweise begabten Artgenossen zu einer Konkurrenz, der sie nicht gewachsen sind.“ Lorenz ist der Meinung, dass die Selektion die eine Komponente zum Artenwandel ist; die andere die ihr, so schreibt er: „…das Material liefert, ist die Erbänderung oder Mutation, die Darwin in genialer Voraussicht als eine Notwendigkeit postulierte, zu einer Zeit, als ihre Existenz noch nicht nachgewiesen war.“
Er hinterfragt konsequent den Selektionsdruck, wozu denn die herausgezüchteten Änderungen da sind. Er schildert eine Versuchsanordnung: In ein Becken kamen 7 Arten Schmetterlingsfische, 2 Arten Engelfische, 8 Arten Demoiselles, 2 Arten Drückerfische, 3 Arten Lippfische sowie mehrere nicht aggressive Arten. Rund 25 Arten plakatfarbiger Fische.
Die Erkenntnis war, bunte Korallenfische beißen fast nur Artgenossen. Er rechnete wie folgt, „für jeden der mit 3 Artgenossen unter 96 anderen Fischchen das Becken bewohnenden Fische ist die Wahrscheinlichkeit, zufällig auf einen der 3 Brüder zu treffen, 3 in 96.“ Aus solchen Versuchen und den Freimeerstudien folgerte er: Fische sind gegen ihre Artgenossen um ein Vielfaches aggressiver als gegen andersartige.

### Wozu das Böse gut ist
In diesem Kapitel wirft der Autor die Frage auf: „Wozu kämpfen Lebewesen überhaupt miteinander?“
Lorenz ist hier der Ansicht, dass wir Laien, bedingt durch das Sensationsbedürfnis von Presse und Film, Darwins Ausdruck „Kampf ums Dasein“ zum missbrauchten Schlagwort stilisieren; „…irrtümlicherweise meist an den Kampf zwischen verschiedenen Arten.“ Indes ist es die Konkurrenz zwischen nahen Verwandten. Das Verschwinden oder die Verwandlung von Arten begründet er durch die „…vorteilhafte Erfindung, die einem oder wenigen Artgenossen ganz zufällig…durch…Erbänderung in den Schoß fällt.“ Lorenz grenzt die inner-artliche Aggression vom zwischen-artlichen Kämpfen, Beutefang, dem Mobbing und der kritischen Reaktion, des sogenannten Verzweiflungskampfes („…fighting like a cornered rat…“) ab. Zur letzteren zählt nach seiner Meinung auch der Angriff einer Hühnerglucke „…auf jedwedes Objekt…“, das die Jungen bedroht. Wobei bei zwischen-artlichen Kämpfen die Beute niemals ausgerottet wird. Existenzbedrohend ist nach seiner Meinung nur der Konkurrent. „Auch die inner-artliche Aggression… vollbringt eine arterhaltende Leistung.“ Ein Beispiel einer arterhaltenden intraspezifischen Aggression, ist das Einander-Abstoßen, wenn die Nahrungsquellen erschöpft sind. Oder wenn auf einem „…bestimmten Gebiet auf dem Lande eine größere Anzahl von Ärzten oder Kaufleuten oder Fahrradmechanikern…“ ansässig sein wollten. Hier führt er wieder das Beispiel mit den Korallenfischen an, die in großer Population auf begrenztem Raum leben und gerade deshalb solche Farbenpracht entwickeln, oder die Singvögel, die in den schönsten Tönen „singen“, um ihre Konkurrenten auf Abstand zu halten. Daran, dass die Menschheit guten Grund hat, die intraspezifische Aggression, bedingt durch kulturhistorische und technologische Umstände, als gefährlich anzusehen hat, lässt der Autor keinen Zweifel. Er stellt jedoch eine günstigere Prognose wenn „…wir die Kette ihrer natürlichen Verursachung verfolgen…“

### Die Spontaneität der Aggression
Eine wichtige Lehre seiner Beobachtungen, dass die Aggression gegenüber Artgenossen auf keinen Fall „… nachteilig für die betreffende Art, sondern ganz im Gegenteil ein zu ihrer Erhaltung unentbehrlicher Instinkt ist…“, bezog er wiederum nicht auf die Menschheit. Lorenz stellt die Relation her, zwischen angeborenen Verhaltensweisen, geringfügiger Änderung von Umweltbedingungen und der Unfähigkeit rascher Anpassung, und folgert, dass eben die angeborenen Verhaltensweisen „…völlig aus dem Gleichgewicht gebracht werden…“ können. Dass der Aggressionstrieb nicht pathologisch ist und seine Ursache nicht in irgendeinem Kulturverfall zu suchen ist, sondern „…daß der Aggressionstrieb ein echter, primär arterhaltender Instinkt ist, läßt uns seine volle Gefährlichkeit erkennen:… .“ Während verschiedene Soziologen und Psychologen die Aggression als Reaktion auf etwaige Bedingungen der Umwelt ansahen, schließt der Autor auf die Spontaneität, welche sie so gefährlich macht. An dieser Stelle verweist Lorenz auf Sigmund Freud, der die Aggression erstmals als eigenständiges Problem differenzierte und etwaigen Liebesverlust als starke Triebfeder ansah. Zum weiteren Verständnis zog er auch die Arbeiten von Wallace Craig hinzu, der nach Experimenten mit Lachtauben feststellte, dass bei „…längerem Still-legen einer instinktiven Verhaltensweise…der Schwellenwert der sie auslösenden Reize absinkt.“ In diesen Zusammenhang bezieht Lorenz auch den Menschen mit ein und macht einen Ausweg deutlich. Dieser besteht für den Einsichtigen darin „…daß er still aus der Baracke…schleicht und einen nicht zu teueren, aber mit …Krach…in Stücke springenden Gegenstand zuschanden haut.“
Lorenz sah sich mit seiner Meinung nah bei Friedrich Hacker und bestritt, dass dessen Deutung der Aggression als Reaktion auf Umwelteinflüsse mit seiner Deutung im Widerspruch stehe. In einem Vorwort schrieb er zu diesem Thema: „…Ich kenne Friedrich Hackers Anschauungen über die Natur der Aggression ziemlich gründlich,…Die wesentliche Erkenntnis…Der Umstand, daß Aggressivität durch verschiedene Umwelteinflüsse in gesetzmäßiger Weise als Reaktion ausgelöst werden kann, ist kein Argument gegen die durch viele Gründe gestützte Annahme, dass sie, wie alle anderen Instinkte auch, ihren besonderen spontanen Antrieb hat.“

### Gewohnheit, Zeremonie und Zauber
Die Natur hat verschiedene Mittel um „… in doppelter und dreifacher Sicherung…Aggression in unschädliche Bahnen zu leiten.“ Die Um- und Neuorientierung sowie die Ritualisation, darunter verstand er: „…dass bestimmte Bewegungsweisen im Laufe der Phylogenese ihre eigentliche, ursprüngliche Funktion verlieren und zu rein ‚symbolischen‘ Zeremonien werden,“ sind die natürlichen Mittel dafür. Hier waren es die Studien des britischen Zoologen Sir Julian Huxley, über das Verhalten des Haubentauchers, auf denen er seine Theorie über die phylogenetische Ritualisation aufbaute. „Diese besteht immer darin, dass eine neue Instinktbewegung entsteht, deren Form diejenige einer veränderlichen und von mehreren Antrieben verursachten Verhaltensweise nachahmt.“ Seine Beobachtungen machte er u. a. an Rostenten, Stockenten, Brandenten, Kolbenenten, Schnatterenten, Pfeifenten, Tanzfliegen, Nilgänsen und Graugänsen. Zu den Letzteren zählte Martina, die in seinem Haus lebte. Lorenz stellte durch diese Beobachtungen fest, wie ein Ritual phylogenetisch entsteht, „wie er seine Bedeutung erlangt und wie er sie im Laufe weiterer Entwicklung verändert… .“ Hier führt er die Zeremonie des Hetzens an. „Wie bei vielen Vögeln…sind bei den Enten die Weiber zwar kleiner, aber nicht weniger aggressiv als ihre Männer. Bei Auseinandersetzungen zwischen zwei Paaren kommt es daher oft vor, dass eine Ente, …allzu weit gegen das feindliche Paar vorstößt, dann ‚Angst vor der eigenen Courage‘ bekommt, kehrtmacht und zu dem starken, sie schützenden Gatten zurückeilt. Bei ihm angelangt, fühlt sie neuen Mut erwachen und beginnt erneut, nach den feindlichen Nachbarn hin zu drohen, ohne sich indessen noch einmal aus der sicheren Nähe ihres Erpels zu entfernen.“ Weitere Studien zeigten, dass die Tiere so ein oder ähnliches Verhalten auch ohne entsprechenden Anlass boten. Solche und vielleicht von ihrer Bedeutung her abweichende Ergebnisse, brachten ihm die Erkenntnis, „…dass der eben besprochene Vorgang das genaue Gegenteil einer sogenannten Phänokopie darstellt.“ Der Forscher zeigte u. a. dass durch das Ritual „…jeweils ein neuer und völlig autonomer Instinkt entsteht, der grundsätzlich ebenso selbständig ist…wie der zur Ernährung, Begattung, Flucht oder Aggression.“ Gewohnheiten lassen sich auch sehr schön bei Pferden nachweisen; „Jeder Reiter kennt das Phänomen, wenn diese Tiere nur wenige Male an ein und derselben Stelle zum Halten gebracht oder angaloppiert wurden, wie schnell sich das bei ihnen verinnerlicht und welche Mühen dann unter Umständen notwendig sind, wieder anders zu verfahren. Auf den Menschen übertragen finden sich Gewohnheiten, Zeremonien und Zauber z. B. im ‚Friedenspfeife rauchen‘, Klopfen auf Holtz, Salz streuen, ‚Wegdressuren‘ u. a.“

### Das große Parlament der Instinkte
Wenn der stammesgeschichtliche Vorgang der Ritualisierung jeweils einen neuen, autonomen Instinkt schafft, der als unabhängige Kraft eingreift, dann so Lorenz These, kann er darüber hinaus, „…wie wir am Beispiele des Triumphgeschreis der Gänse noch genauer sehen werden, als selbständiger Trieb so große Macht erlangen, dass er im großen Parlament der Instinkte erfolgreich gegen die Macht der Aggression zu opponieren vermag.“ Und: „Dieses gleicht insoferne einem Parlament, als es ein mehr oder weniger ganzheitliches System von Wechselwirkungen zwischen vielen unabhängigen Variablen ist, und auch insoferne, als sein echt demokratisches Verfahren  aus historischer Erprobung hervorgegangen ist ...“ Er macht hier deutlich, dass die Benennung eines Instinktes noch lange nicht seine Erklärung ist. Entscheidend für ihn ist die Frage warum, die seiner Meinung nach durch die Frage wozu, zu früh zu Ende beantwortet wurde. „… Finalist in diesem bösen Sinne des Wortes ist derjenige, der die Frage ‚Wozu?‘ mit der Frage ‚Warum?‘ verwechselt und deshalb glaubt, mit dem Aufzeigen des arterhaltenden Sinnes irgendeiner Leistung auch schon das Problem ihres ursächlichen Zustandekommens gelöst zu haben… .“ 
Sein Bestreben, "eine ursächliche Erklärung für Fehlfunktionen eines bestimmten Instinktes, eben der Aggression zu finden, dürfen wir uns nicht darauf beschränken, ihr »Wozu« ergründen zu wollen." Er stellt die Begriffe „Fortpflanzungsinstinkt“ oder „Selbsterhaltungstrieb“ generell als unerheblich dar, wie die „Automobilkraft“. Hier geht es mehr um „…ein sehr kompliziertes Wechselspiel sehr vieler physiologischer Ursachen…“ Es sind nach seiner Auffassung die Erbkoordinationen oder Instinktbewegungen, die „…In ihrer Form so unwandelbar wie die härtesten Skelettteile, …Jede meldet sich, …wenn sie lange schweigen musste, und zwingt das Tier oder den Menschen, sich aufzumachen und aktiv nach jener besonderen Reizsituation zu suchen, die geeignet ist gerade sie und keine andere Erbkoordination auszulösen und ablaufen zu lassen… .“

### Die anonyme Schar
Eine Schar ist nach Lorenz „…dadurch bestimmt, dass die Individuen einer Art aufeinander mit Zuwendung reagieren, also durch Verhaltensweisen zusammengehalten werden, die ein oder mehrere Einzelwesen bei anderen auslösen.“ So ist es ein Kennzeichen der Scharbildung, „…wenn viele Einzelwesen in dichtem Verband in gleicher Richtung wandern.“ Beispiele dafür sind die Zugvögel, die Heuschrecken und die Fischschwärme. Die Schar ist die einfachste Form der Vergesellschaftung und kommt auch bei höheren Tieren vor. „…selbst der Mensch kann unter bestimmten, recht grauenhaften Umständen in anonyme Scharbildung verfallen, ‚auf sie regredieren‘, nämlich in Panik.“ Nicht jede zufällige Ansammlung wird als Schar in diesem Sinne bezeichnet.
Die Frage ist, was hält diese anonyme Schar zusammen und wozu. Hier kommen zwei Möglichkeiten in Betracht, es „…kann angeboren sein, wie z. B. bei vielen Enten, die auf das Signal der Flügelfärbung ihrer eigenen Art selektiv mit Nachfliegen reagieren, es kann aber auch von individuellem Lernen abhängig sein.“ Bei den Nachteilen der Bildung großer Scharen, die Beschaffung von Nahrung, die Unmöglichkeit des Verborgen-Bleibens, mögliche Schmarotzer, die bessere Ausbeutung durch die Jäger und andere, muss es nach Lorenz ein starker Trieb sein, der sie zusammenballt, und dass die Anziehungskraft mit der Größe der Schar, in einer Art geometrischen Progression ansteigt. Hier ist es dann leicht vorstellbar, dass zu viele Tiere eine ökologische Krise in Form von Futtermangel provozieren.

### Die Ratten
Der kollektive Kampf einer Gemeinschaft gegen eine andere ist seine Feststellung und hier zeigt Lorenz, „dass es in allererster Linie diese soziale Form intraspezifischer Aggression [ist], deren Fehlleistungen die Rolle des ‚Bösen‘ im eigentlichen Sinne dieses Wortes spielen.“ Er differenziert die eigene Sozietät von der allgemeinen Population der Ratten in der Art, dass er das Benehmen in der eigenen Gemeinschaft als „wahre Vorbilder in allen sozialen Tugenden.“ bezeichnet, während dessen Angehörige einer anderen Sozietät schlecht behandelt werden. Da sich die Mitglieder unmöglich alle persönlich kennen können, wie es etwa bei den Dohlen, Gänsen oder Affen möglich ist, schließt Lorenz auf einen allen Mitgliedern anhaftenden gleichen Geruch. Die ersten, die entdeckten, dass es bei Nagetieren Großfamilien gibt, die sich nach diesem Prinzip verhalten, waren 1950 Dr. Fritz Steiniger (Wanderratten im Freiland) und 1951 der Verhaltensforscher Irenäus Eibl-Eibesfeldt (Gefangenschaftsbeobachtungen an der persischen Wüstenmaus (Meriones persicus persicus Blanford): Ein Beitrag zur vergleichenden Ethologie der Nager). Eibl-Eibesfeldt, lebte mit den Mäusen, die frei in seiner Baracke herumliefen, so „dass er sie ungehindert aus nächster Nähe beobachten konnte.“ Steiniger stellte fest, nachdem er Wanderratten, die von verschiedenen Fangplätzen stammten, in gemeinsame Gehege setzte, dass zunächst nicht viel passierte. Als sie sich eingewöhnt hatten, fingen sie an Reviere zu besetzen und wurden aggressiv, wobei die Paarbildung dabei entscheidend war. „In den 64 Quadratmeter großen Gehegen genügten einem solchen Paar regelmäßig zwei bis drei Wochen, um sämtliche Mitinsassen, d. h. 10 bis 15 starke, erwachsene Ratten, umzubringen. Der Mann und die Frau des siegreichen Paares waren gleich grausam…, doch war es deutlich, daß er Männer zu quälen und zu beißen bevorzugte und sie Frauen.“ Der Tod tritt meist ein durch „allgemeine Erschöpfung und nervliche Überreizung, die zu einem Versagen der Nebennieren führt.“ Die Beobachtungen zeigten, dass ernste Beißereien zwischen Angehörigen einer Großfamilie nur in einem Falle vorkamen, „…dann nämlich wenn eine rudelfremde Ratte anwesend ist und die intraspezifische, interfamiliäre Aggression wachgerufen hat.“ Ratten brauchen keine Individualdistanz, es sind Kontakt-Tiere im Sinne des Schweizer Zoologen Heini Hedigers, die es mögen sich zu berühren. Lorenz fragt sich: „Wozu ist der Parteihaß zwischen den Rattensippen gut?“ Da er, ebendieser Hass auf andere nicht zur Großfamilie gehörende Individuen, die klassischen, im dritten Kapitel beschriebenen Gründe nicht bedient. Sein Fazit; im Rahmen der natürlichen Auslese wurde hier „auf möglichst volkreiche Großfamilien gesetzt,…“ Das größere Volk hat gegen das kleinere bessere Chancen. Die Tiere werden größer und blutdürstiger. Die Nachrichtenübermittlung erfolgt durch Stimmungsübertragung. „Da zuckt es wie ein elektrischer Schlag durch dieses Tier, und im Nu ist die ganze Kolonie durch einen Vorgang der Stimmungsübertragung alarmiert, der bei der Wanderratte nur auf Ausdrucksbewegungen bei der Hausratte aber durch einen scharf gehenden, satanisch hohen Schrei vermittelt wird… .“ Ratten arbeiten nach Lorenz u. a. Beobachtern wie der Mensch, „mit traditionsmässiger Überlieferung von Erfahrung und ihrer Verbreitung innerhalb einer eng zusammenhaltenden Gemeinschaft.“ Wobei das einmal erworbene Wissen, zum Beispiel um ein Gift oder etwas anderes, von einer Generation zur nächsten weitergegeben wird. Eine Rangordnung kennen Ratten nicht. Die großen und starken Tiere greifen die Beute an „Beim Fressen aber sind … die kleineren Tiere die zudringlichen: die Größeren lassen sich gutwillig die Nahrungsbrocken von den Kleineren fortnehmen…“

### Das Band
In diesem Kapitel (S. 162–207, DTV, 3. Auflage von 1975) stellt Lorenz seine Hauptarbeit vor, durch die er in der Öffentlichkeit bekannt wurde: Die Verhaltensstudien an Graugänsen. Aus einer Vielzahl einzelner Situationen, so zum Beispiel des Begrüßungsrituals „Triumphgeschrei“, jeweils wiederum dokumentiert durch eine Vielzahl von Einzelbeobachtungen, zeigt Lorenz die Funktionsweise der intraspezifischen Aggression im hoch entwickelten Sozialverhalten dieser Tiere.

#### Gleichgeschlechtliche Partner
Graugänse bilden für gewöhnlich Paare, die eine lebenslange monogame Beziehung zwischen einem Ganter und einer Gans führen. Bei seinen Beobachtungen fiel Konrad Lorenz und seinem Team auf, dass es nicht selten zu Paarbindungen zwischen zwei Männern (Gantern) kam. Da zwei Ganter stärker sind als ein gewöhnliches Paar (ein Ganter und eine Gans), steigt das homosexuelle Pärchen in der Rangordnung auf. Häufig gesellt sich dann eine junge Gans zu ihnen, die mit der Zeit auch geduldet und dann auch befruchtet wird. Die daraus hervorgehenden Nachkommen sind dann besonders gut behütet, da sie quasi von drei Eltern betreut werden.

„Das Merkwürdigste an solchen Dreier-Ehen [zwei Ganter und eine Gans], von denen wir eine ganze 
Anzahl zu beobachten Gelegenheit hatten, ist ihr biologischer Erfolg: 
sie stehen stets obenan in der Rangordnung ihrer Siedlung, werden nie 
vom Nestrevier vertrieben und ziehen Jahr für Jahr eine erkleckliche 
Anzahl von Kindern groß.“

### Predigt der Humilitas
Zwischen all seinen Beobachtungen, Forschungen, Diskursen mit Prof. Hacker und anderen war eine Frage immer wieder präsent: Was kann der Mensch aus all dem lernen; was ist anwendbar zur Verhütung der Gefahren, die ihm aus seinem Aggressionstriebe drohen? Besonders bei seiner Erkenntnis, dass sich der Mensch allzu gerne als Mittelpunkt des Ganzen, als etwas, das nicht zur übrigen Natur gehört betrachtet. „… sie bleiben taub gegen den klügsten Befehl, den je ein Weiser ihnen gegeben hat, gegen das berühmte
Γνῶθι σεαυτόν, ‚erkenne dich selbst‘, von Chilon…“
Lorenz kommt auf „…drei auf’s stärkste mit Affekten besetzte Hindernisse…“, die den Menschen davon abhalten, dieser alten Weisheit zu folgen.
- Die mangelnde Einsicht in das eigene historische Gewordensein. So kommt Lorenz zu dem Schluss, „Wenn den Menschen der Schimpanse nicht bekannt wäre, fiele es leichter, sie von ihrer Herkunft zu überzeugen.“ Lorenz geht davon aus, dass der subjektive Eindruck, den wir von diesem Tier haben, begründet ist: „…denn es sprechen Gründe für die Annahme, daß der gemeinsame Ahne von Mensch und Schimpanse nicht tiefer, sondern wesentlich höher stand, als dieser heute steht…Seine Herkunft von Tieren wird zwar nicht geleugnet, seine nahe Verwandtschaft mit dem anstößigen Schimpansen aber wird entweder mit einigen logischen Purzelbäumen übersprungen oder auf sophistischen Umwegen umgangen.“
- Die gefühlsmäßige Abneigung gegen die Erkenntnis, dass unser Tun und Lassen den Gesetzen natürlicher Verursachung unterliegt. Auch hier bezieht er sich wieder, „Bernhard Hassenstein hat dies als das ‚antikausale Werturteil‘ bezeichnet.“ Natürlich hat der Mensch den berechtigten Wunsche, „…das eigene Handeln nicht durch zufällige Ursachen, sondern durch hohe Ziele bestimmen zu lassen.“
- Die Zweiteilung der Welt in die Äußere, „…und in die intelligible Welt der inneren Gesetzlichkeit des Menschen… .“ Er bringt das Beispiel einer Bedeutungsänderung, der Worte „Idealist“ und „Realist“ die ursprünglich philosophische Einstellungen bezeichneten und heute moralische Werturteile enthalten. Weiter „Man muß sich klarmachen, wie üblich es in unserem westlichen Denken geworden ist, ‚naturwissenschaftlich erforschbar‘ mit ‚grundsätzlich wert-indifferent‘ gleichzusetzen.“

Sein Credo ist, „…Die Menschheit verteidigt ihre Selbsteinschätzung mit allen Mitteln, und es ist wahrlich am Platze, Humilitas zu predigen und ernstlich zu versuchen, die hochmütigen Hemmnisse der Selbsterkenntnis in die Luft zu sprengen… .“ Die hochmütige Überbewertung des eigenen Verhaltens, z. B. „…als Sigmund Freud versuchte, die Motive menschlichen sozialen Verhaltens zu zergliedern, …wurden ihm Mangel an Ehrfurcht, wertblinder Materialismus und selbst pornographische Tendenzen zur Last gelegt.“ Eine These, den Menschen verständlich zu machen, dass sie lediglich ein Teil der wunderbaren Natur sind, lautet „…man müßte ihnen nur zeigen, wie groß und schön das Universum ist und wie ehrfurchtgebietend die Gesetze, die es beherrschen.“ Lorenz fährt fort: „Die Menschen schaffen sich Werturteile, …das sich in dem Titel ‚Niedere Tiere‘ ausdrückt, den wir in Golddruck auf dem ersten Bande unseres guten alten „Brehm’s Tierleben“ lesen,…“

### Ecce Homo
Hier kommt es zu einer fiktiven Konstellation; „…ein objektivierender Verhaltensforscher säße auf einem anderen Planeten… .“ Wobei er uns als Menschen beobachtet. Dabei kann er nur grobe Ereignisse, wie Völkerwanderungen, Schlachten usw. beobachten. „Er würde nie auf den Gedanken kommen, daß das menschliche Verhalten von Vernunft oder gar von verantwortlicher Moral gesteuert sei.“ Es wird auch unterstellt, dass dieser Beobachter selbst bar aller Instinkte ist und von Instinkten und Aggressionen weiß. „Er würde in arger Verlegenheit sein, die menschliche Geschichte zu verstehen.“ Konrad Lorenz erklärt, in Anbetracht des oft unlogischen Handelns und dass sehr selten aus der Geschichte gelernt wurde: „… daß das soziale Verhalten des Menschen keineswegs ausschließlich von Verstand und kultureller Tradition diktiert wird, sondern immer noch allen jenen Gesetzlichkeiten gehorcht, die in allem phylogenetisch entstandenen instinktiven Verhalten obwalten.“ In einer zweiten Betrachtung geht er davon aus, der Beobachter ist ein „…erfahrener Ethologe, der alles gründlich weiß…“, so müsste er „unvermeidbar den Schluß ziehen, die menschliche Sozietät sei sehr ähnlich beschaffen wie die der Ratten,…“ Immer wieder werden die Arten der Bewaffnung verglichen. In den Anfängen nur als Werkzeuge gedacht, der Faustkeil und das Feuer. „Er verwendete sie prompt dazu, seinen Bruder totzuschlagen… .“ Nach Lorenz verschaffte das begriffliche Denken dem Menschen die Herrschaft über seine außer-artliche Umwelt. Hier führt er wieder auf die intraspezifische Selektion und deren Auswirkungen zurück, wie im Kapitel „Wozu das Böse gut ist“ angeführt und „…auf deren Schuldkonto wahrscheinlich auch der übertriebene Aggressionsdrang zu setzen ist, an dem wir heute noch leiden.“ Eine wichtige Rolle spielen seiner Meinung nach die Hemmungsmechanismen, „…die bei verschiedenen sozialen Tieren die Aggression zügeln und ein Beschädigen und Töten von Artgenossen verhindern.“ Er geht davon aus, dass in freier Wildbahn kein Selektionsdruck wirksam wird, der Tötungshemmungen herauszüchtet. Ein Beispiel wäre die schlechte Haltung von Tieren (Platzmangel). So ist der sinnbildliche Vergleich einer Taube, die plötzlich den Schnabel eines Kolkraben hat, mit der Lage des Menschen, der eben den Gebrauch eines scharfen Steines als Schlagwaffe erfunden hat, vergleichbar. Lorenz meint: „Die allgemeine Meinung…, daß alle menschlichen Verhaltensweisen, die nicht dem Wohle des Individuums, sondern dem der Gemeinschaft dienen, von der vernunftmäßigen Verantwortung diktiert werden…,“ falsch ist.
Als die Menschen noch keine Waffen hatten, „…waren keine besonders hochentwickelten Hemmungsmechanismem zur Verhinderung plötzlichen Totschlages nötig,… .“ Man konnte halt nur kratzen, beißen und würgen. Eine Raubkatze wiederum braucht derartige Mechanismen, um das Überleben mit solch gefährlichen Waffen zu ermöglichen. Erst als der Mensch gefährlichere Waffen fand und erfand, „…wurde das vorher vorhandene Gleichgewicht zwischen den verhältnismäßig schwachen Aggressionshemmungen und der Fähigkeit zum Töten von Artgenossen gründlich gestört.“ Als weiterer verhängnisvoller Fakt wird die Entfernung der Schusswaffen vom Tatort und die daraus resultierende Reizabschirmung angesehen. „Die tiefen gefühlsmäßigen Schichten unserer Seele nehmen es einfach nicht mehr zur Kenntnis,…daß unser Schuß…die Eingeweide zerreißt.“
Lorenz fragte sich, wie es zu so selbstvernichtenden Handlungen kommen kann, wo doch der Aggressionstrieb an sich arterhaltend ist. Er begründete es dann, wie auch einige Psychoanalytiker, mit einer Fehlleistung; hier spricht er von einer „Hypertrophie der Aggression.“ Unausgelebte Aggressionen, perfide Waffen und deren Wirkungen, die innerartliche Zuchtwahl und das hohe Entwicklungstempo sind seiner Meinung nach die auslösenden Faktoren. Hier wird auch der Begriff accident-proneness (Unfallneigung) erwähnt, allerdings hier noch auf die Ute-Indianer bezogen.

### Bekenntnis zur Hoffnung
Konrad Lorenz kam zu der Erkenntnis: „…Dramatische Änderungen des Weltgeschehens bewirkt die Forschung selten, es sei denn im Sinne der Zerstörung…“, und die Gründe dafür liegen scheinbar auf der Hand. So die Schwierigkeit der schöpferischen Anwendung des mühsam erworbenen Wissens und die gleichsam mühsame Gewinnung von Erkenntnissen, durch Kleinarbeit. Ihm ging es immer um die Vertiefung Zusammenhänge unseres eigenen Verhaltens. An vorderster Stelle steht die Aggression, und die Möglichkeiten sie „…an Ersatzobjekten abzureagieren…“, die Katharsis (Psychologie) schlechthin. Er verstand die Aggression, in der Wortbedeutung von lat. aggredior; „…auf jemanden oder etwas zugehen, und/oder losgehen…“ Niemand weiß, in welchem Verhalten des Menschen Aggression als motivierender Faktor enthalten ist. Lorenz ging davon aus, in vielem. Denn letztendlich ist jedes Anpacken einer Aufgabe oder eines Problems, „…vom täglichen Rasieren bis hinauf zum sublimsten künstlerischen oder wissenschaftlichen Schaffen…“ ohne sie schlecht möglich. Auch das Lachen. Die Psychoanalyse kennt die lobenswerten Handlungen, die aus »sublimierter« Aggression ihren Antrieb gewinnen.
Eine Vermeidungsstrategie, wie das Fernhalten von reizauslösenden Situationen, war für ihn genauso hoffnungslos wie das Verhängen eines moralisch motivierten Verbots. „…Beides wäre ebenso gute Strategie, als wollte man dem Ansteigen des Dampfdruckes in einem dauernd geheizten Kessel dadurch begegnen, daß man am Sicherheitsventil die Verschlußfeder fester schraubt… .“ Selbst die Eugenik erwähnte er in diesem Zusammenhang, propagierte sie aber nicht.

Er war Optimist, denn der Selbstbeobachtung fähige Mensch wäre imstande, „…willkürlich seine aufquellende Aggression gegen ein geeignetes Ersatzobjekt umzuorientieren…“

So ist es nicht verwunderlich, dass der Sport als phylogenetisch entstandener Kommentkampf die sozietätsschädigenden Wirkungen der Aggression erheblich mildert und damit arterhaltend wirkt. „…Außerdem…vollbringt diese kulturell ritualisierte Form … wichtige Aufgabe, den Menschen zur bewußten Beherrschung seiner instinktmäßigen Kampfreaktion zu erziehen… .“ Man darf nicht vergessen, dass der Kampf um Rangordnungen, gemeinsames kämpfen für ein begeisterndes Ziel usw. „…sind Verhaltensweisen, die in der Vorgeschichte der Menschheit hohen Selektionswert besaßen…“

### Ausgaben
- Erstausgabe 1963, Dr. G. Borotha-Schoeler Verlag, Wien
- Konrad Lorenz: Das sogenannte Böse. Zur Naturgeschichte der Aggression. dtv 1977
- Konrad Lorenz: Das sogenannte Böse. Zur Naturgeschichte der Aggression. dtv, 1998, ISBN 3-423-33017-1.

### Rezeption
- Philosophisches Jahrbuch 73 (1965) 169-172 (Buchbesprechung von Bernhard Casper)
- Arno Plack: Verborgene Voraussetzungen und Widersprüche in Lorenz’ These von der Aggression. In: Der Mythos vom Aggressionstrieb, hg. v. Arno Plack, List, München 1973, S. 93–119, ISBN 3-471-66531-5